# Kārsava
Kārsava wymowaⓘ (pol. Korsówka, niem. Karsau, ros. Корсовка) – miasto we wschodniej Łotwie. W latach 2009–2021 stolica novadsu Kārsava.
Znajduje się tu stacja kolejowa Kārsava, położona na linii dawnej Kolei Warszawsko-Petersburskiej.
W Korsówce w XVIII i XIX wieku była siedziba właścicieli rozległych dóbr Małnów o powierzchni 10 410 dziesięcin ziemi będących dziedzictwem rodziny Szadurskich herbu Ciołek. Znajdował się tu obszerny dwór znany jedynie z opisu Edwarda Chłopickiego z 1873 roku.
Majątek Małnów został opisany w 3. tomie Dziejów rezydencji na dawnych kresach Rzeczypospolitej Romana Aftanazego.
Podczas okupacji hitlerowskiej, w lipcu roku Niemcy utworzyli getto dla żydowskich mieszkańców. Przebywało w nim około 400 osób. 20 sierpnia 1941 roku Niemcy ostatecznie zlikwidowali getto, a Żydów zamordowano na wzgórzu Naudaskalns. Sprawcami zbrodni byli Niemcy dowodzeni przez Stomberga oraz Łotysze z Ludza pod komendą Kjrlisa Riekstioša. 